# Ихрам

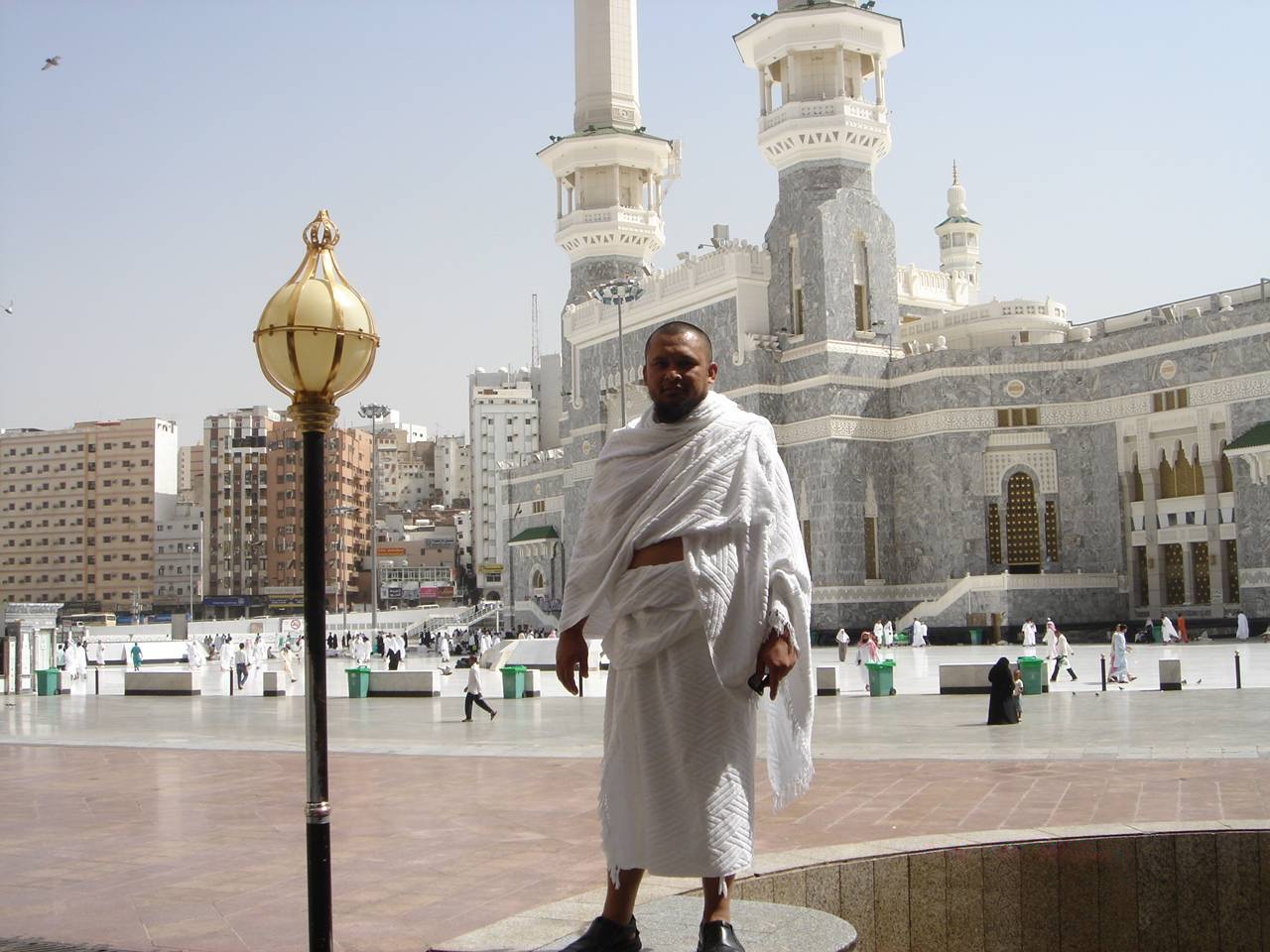

Ихра́м (араб. إحرام‎ «посвящение») — особое состояние духовной чистоты паломника, совершающего хадж. Для пребывания в нём требуется совершить полное омовение тела, облачиться в особые одеяния и соблюдать правила ихрама.

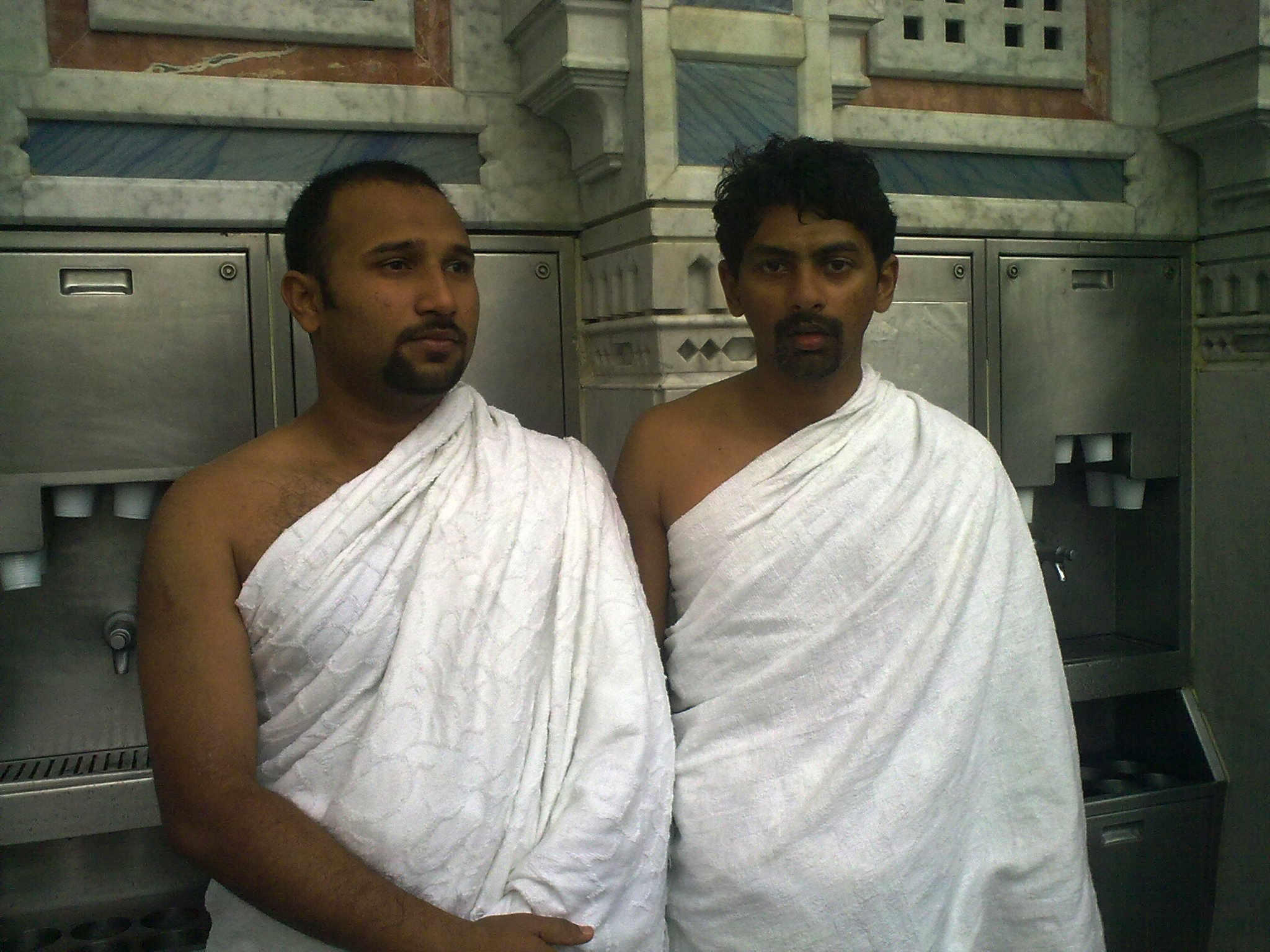

## Возможные действия
В этом состоянии запрещается заниматься торговлей и делами, относящимся к мирской жизни; вступать в половые связи, а также свататься или вступать в брак; гневаться и обижать кого-либо; причинять вред всему живому (убивать животных и насекомых, рвать траву и срывать листья и ветки с деревьев и т. д.); бриться, стричь волосы и ногти, использовать благовония, надевать украшения и курить. После совершения полного омовения (гусль), женщины надевают просторные белые одеяния и покрывают голову платком таким образом, что видимыми остаются только лицо, кисти рук и ступни ног. Мужчины надевают два простых белых покрывала: одно закрывает ноги от бедер до колен, а другое накидывается на левое плечо. Эти одеяния символизируют чистоту помыслов паломников и их равенство перед Всевышним. Место, где паломники облачаются в одеяния ихрам, называется микат — оно находится в четырёх километрах от Каабы. В наши дни многие паломники облачаются в эти одеяния заранее, перед самой посадкой в самолёт.